# アルナ車両
アルナ車両株式会社（アルナしゃりょう、英: ALNA SHARYO CO., LTD.）は、主に軌道線向けの車両製造および鉄道車両の改造、整備を行う企業。路面電車車両の国内メーカーとして高いシェアを誇っている。阪急阪神ホールディングス（旧阪急電鉄）の連結子会社で、阪急阪神東宝グループに属する。
2001年12月に設立後、2002年4月1日に旧アルナ工機株式会社から軌道線向け車両製造・保守事業と鉄道線向け車両保守事業を会社分割（吸収分割）により承継した。

## 概要

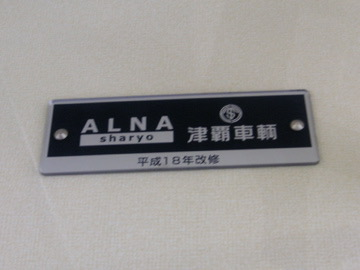
東武8000系電車の850型化改造工事を津覇車輌工業と共同で施工した際に取り付けられた車内銘板

アルナ車両は、2001年12月にアルナ輸送機用品、アルナバン（現・アルナ矢野特車）と共にアルナ工機の車両部門の一部事業を継承する会社として設立された。設立当初、阪急電鉄などの車両の保守・更新工事に特化した企業となる予定であったが、路面電車製造で約8割のシェアを占めていたことから運行事業者からの車両生産存続の要望が強く、分社実施の直前に軌道線型電車に限定しての生産継続が決定された。「アルナ」の商標権（登録商標第561058号ほか）も継承している。
発足当初は兵庫県尼崎市の旧アルナ工機尼崎工場内に事業所を置いていたが、阪急電鉄正雀工場内の現在地に新しい生産設備が2004年（平成16年）4月に完成すると同時に移転している。
現在では鉄道車両用のモーターや冷房装置、座席などの整備も手掛けている他、近年は阪急電鉄および阪神電気鉄道向けに他の車両メーカーと共同という形で鉄道線向け車両の製造実績やグループ外他社車両の車体修繕実績もある。

## 製品
超低床型路面電車「リトルダンサー」
- 鹿児島市交通局1000形電車・7000形電車・7500形電車
- 伊予鉄道モハ2100形電車・モハ5000形電車
- 土佐電気鉄道100形電車・とさでん交通3000形電車
- 長崎電気軌道3000形電車・5000形電車・6000形電車
- 函館市交通局9600形電車
- 豊橋鉄道T1000形電車
- 富山地方鉄道T100形電車
- 札幌市交通局A1200形電車・1100形電車
- 阪堺電気軌道1001形電車・1101形電車
- 筑豊電気鉄道5000形電車
- 福井鉄道F2000形電車

一般型路面電車
- 土佐電気鉄道2000形電車
- 東京都交通局8800形電車・8900形電車・9000形電車
- 函館市交通局8000形電車
- 鹿児島市交通局100形電車 (2代)

その他鉄道線向け等の車両
- 広島電鉄5000形電車グリーンムーバー。（車両製作はドイツのシーメンス社がメインであるが、車両銘板や一部文献等ではアルナ車両が艤装担当の記載がある。）[2]。
- 阪急9300系電車9308編成（艤装以降を担当。構体製作は日立製作所笠戸事業所）
- 阪急9000系電車9003編成・9006編成・9008編成（艤装以降を担当。構体製作は日立製作所笠戸事業所）
- 阪神5550系電車（構体製作を担当。艤装以降の担当は阪神車両メンテナンス）
- 黒部峡谷鉄道1000形客車・3100形客車
- 関西電力黒部専用鉄道ハ形客車
- 鉄道総研LH02形電車（伊予鉄道モハ2100形の車体をベースにした架線・バッテリーハイブリッド電車。東急車輛製造ほかとの共同製作）